# Jens Wille
Jens Wille (1750 på Christianshavn (døbt 5. december) – 27. marts 1820 i Altona) var en dansk embedsmand.
Han var søn af saltdrager Claus Nicolaisen Wille og Anne Jensdatter, blev 1781 korrespondent ved Den Kongelige Grønlandske Handel, 1786 inspektør i Nordgrønland, hvilket han var til 1790, og 1806 3. og administrerende direktør for Det kgl. Fiskeri- og Handelsinstitut i Altona. I 1816 blev han generalkrigskommissær.
Han har oversat to tyske teaterstykker til dansk: De fire Formyndere (1795, af Friedrich Ludwig Ulrich Schröder) og Brandskatten (1806, af August von Kotzebue).
Wille ægtede Sophie Hedevig Lund (døbt 19. september 1763 i København - 28. februar 1812), datter af Joachim Henrik Lund, kammertjener hos grev Adam Gottlob Moltke, og Cathrine Amalia Bing.